# Liste der türkischen, kaukasischen, kosakischen und krimtatarischen Verbände in den Achsenmächten
Die Liste der türkischen, kaukasischen, kosakischen und krimtatarischen Verbände in den Achsenmächten beinhaltet die während des Zweiten Weltkrieges entstandenen Militäreinheiten, die aus nicht-russischen Freiwilligen aus der Sowjetunion zusammengesetzt waren und auf Seiten der Achsenmächte, primär des Deutschen Reiches kämpften. Diese Einheiten standen oft unter dem Kommando deutscher Offiziere und einige veröffentlichten ihre eigenen Propagandapublikationen zu Anwerbungszwecken. Im Detail handelte es sich um folgende Einheiten und Publikationen (gegliedert nach Regionen):

## Mittlerer Osten und Zentralasien
- Legion Freies Arabien (arabische Freiwillige)
  - Deutsch-Arabische Lehr-Abteilung (arabische Freiwillige)
  - Deutsch-Arabisches Bataillon Nr. 845 (arabische Freiwillige)
- Osttürkischer Waffenverband der SS oder 1. Ostmuselmanisches SS-Regiment (zentralasiatische Freiwillige)
- Freiwilligen-Stamm-Regiment 1 (u. a. türkische Freiwillige) der Freiwilligen-Stamm-Division

## Aserbaidschanische, georgische und armenische Freiwillige
- Armenische Legion (armenische Freiwillige)
- Aserbaidschanische Legion (aserbaidschanische Freiwillige)
- 30. Waffen-Grenadier-Division der SS (russische Nr. 2)
- Kaukasisch-Mohammedanische Legion (aserbaidschanische, daghestanische, tschetschenische, inguschische und lesginische Freiwillige)
- Georgische Legion (georgische Freiwillige)
- Freiwilligen-Stamm-Regiment 1 (u. a. georgische Freiwillige) der Freiwilligen-Stamm-Division
- Freiwilligen-Stamm-Regiment 2 (armenische und aserbaidschanische Freiwillige) der Freiwilligen-Stamm-Division
- Sonderverband Bergmann (georgische und aserbaidschanische Freiwillige)
  - I. Sonderverband Bergmann-Bataillon (georgische Freiwillige)
  - II. Sonderverband Bergmann-Bataillon (aserbaidschanische Freiwillige)
- SS-Waffengruppe Georgien (georgische Freiwillige) des Kaukasischen Waffenverbands der SS
- SS-Waffengruppe Armenien (armenische Freiwillige) des Kaukasischen Waffenverbands der SS
- SS-Waffengruppe Aserbaidschan (aserbaidschanische Freiwillige) des Osttürkischen Waffenverbands der SS

## Nordkaukasische Freiwillige
- Kaukasischer Waffenverband der SS, auch Freiwilligenbrigade Nordkaukasien genannt
- Nordische Legion (Nordkaukasische Legion) (Freiwillige aus der Nordkaukasus-Region)
- Freiwilliges Stamm-Regiment 1 (u. a. nordkaukasische Freiwillige) der Freiwilligen-Stamm-Division
- SS-Waffengruppe Nordkaukasus (nordkaukasische Freiwillige; Tschetschenen, Inguschen  und Dagestaner) des Kaukasischen Waffenverbands der SS

## Mittelasiatische Freiwillige
- 162. (Turkestan) Infanterie-Division (turkestanische Freiwillige)
- Muselmanische SS-Abteilung Neu-Turkestan (turkestanische Freiwillige)
- Turkestanische Legion (Freiwillige aus Zentralasien; Usbeken, Kasachen und Turkmenen)
- Böhler-Brigade (turkestanische Freiwillige)
- I. Turkestanisches Arbeits-Bataillon (turkestanische Freiwillige)
- II. Turkestanisches Arbeits-Bataillon (turkestanische Freiwillige)
- III. Turkestanisches Arbeits-Bataillon (turkestanische Freiwillige)
- IV. Turkestanisches Arbeits-Bataillon (turkestanische Freiwillige)
- Turkestanisches Arbeits-Ersatz-Bataillon (turkestanische Freiwillige)
- SS-Waffengruppe Turkistan (zentralasiatische Freiwillige) des Osttürkischen Waffenverbands der SS

## Kalmückische Freiwillige
- Abwehrtrupp 103 (kalmückische Freiwillige)
- Kalmüken-Verband Dr. Doll (kalmückische Freiwillige)
- Kalmücken-Legion oder Kalmücken-Kavallerie-Korps (kalmückische Freiwillige)

## Tatarische Freiwillige
- Tatarische Legion
- SS-Waffengruppe Idel-Ural (u. a. Turkvolk Volga/Uralgebiet) des Osttürkischen Waffenverbands der SS
- Waffen-Gebirgs-Brigade der SS (Tatarische Nr. 1)
- 30. Waffen-Grenadier-Division der SS (Russische Nr. 2)
- Wolgatatarische Legion (Wolgatataren; aber auch andere Freiwillige aus der Region)
- Tataren-Gebirgsjäger-Regiment der SS (Freiwillige der Krimtataren)
- SS-Waffengruppe Krim (krimtatarische Freiwillige) des Osttürkischen Waffenverbands der SS
- Schutzmannschaft Krim (krimtatarische Freiwillige)

## Freiwillige Kosaken
- 1. Kosaken-Kavallerie-Division (freiwillige Kosaken in Cherson, ab Februar 1945 dem neu aufgestellten XV. SS-Kosaken-Kavallerie-Korps unterstellt) mit zwei Kosaken-Reiter-Brigaden u. a. aus
  - Don-Kosaken-Reiter-Regimenter 1 und 5 (freiwillige Don-Kosaken)
  - Kuban-Kosaken-Reiter-Regimenter 3 und 4 (freiwillige Kuban-Kosaken)
  - Sibirisches Kosaken-Reiter-Regiment 2 (freiwillige sibirische Kosaken)
  - Terek-Kosaken-Reiter-Regiment 6 (freiwillige Terek-Kosaken)
  - Kosaken-Artillerie-Regiment 1 (nicht aufgestellt)
- XV. Kosaken-Kavallerie-Korps (freiwillige Kotelnikovo-Kosaken)
- Freiwilligen-Stamm-Regiment 5 (freiwillige Kosaken) der Freiwilligen-Stamm-Division

## Kaukasische gemischte Freiwilligeneinheiten
- Freiwillige Stamm-Division (georgische, türkische, nordkaukasische, armenische und aserbaidschanische Freiwillige)

## Kaukasische, zentralasiatische, Krim- und Ural-Freiwilligeneinheiten
- SS-Waffengruppe Turkistan des Osttürkischen Waffenverbands der SS
- SS-Waffengruppe Idel-Ural des Osttürkischen Waffenverbands der SS
- SS-Waffengruppe Aserbaidschan des Kaukasischen Waffenverbands der SS
- SS-Waffengruppe Krim des Osttürkischen Waffenverbands der SS

## Propagandazeitungen für kaukasische und kosakische Einheiten

### Aserbaidschan
- Aserbaidschan, Zeitung für die Aserbaidschanische Legion

### Kalmückien
- Kalmyckij Boec (übersetzt: „Kalmykischer Soldat“), Zeitung für das Kalmücken-Kavallerie-Korps

### Kosaken
- Kosaken-Illustrierte, 1. Kosaken-Kavallerie-Division (dreisprachige Zeitschrift)
- La terra dei cosacchi (Kosakisches Land), Zeitung für kosakische Einheiten in Oberitalien (dreisprachige Zeitschrift)

### Krimtataren
- Kirim (übersetzt: „Krim“), Wochenschrift für die Freiwilligen der Krimtataren, Berlin 1944–1945

### Tataren
- Deutsch-tatarisches Nachrichtenblatt, Wolga-Tatarische Legion, Monatsschrift, Berlin 1944–1945 (zweisprachig)

### Turkestaner
- Yeni Türkistan („Neues Turkestan“), Turkistanische Legion
- Svoboda („Freiheit“), 162.  (turkistanische) Infanterie-Division
- Türk Birligi („Türkische Einheit“), Osttürkischer Waffen-Verband der SS, Wochenschrift, Berlin 1944–1945

## Deutsche Kommandeure von zentralasiatischen, kaukasischen und kosakischen Einheiten (Auswahl)
Diese deutschen Kommandeure erhielten zum Teil auch militärische Ehrentitel; zum Beispiel Helmuth von Pannwitz erhielt den Ehrentitel „Ataman“ von seinen Kosaken-Einheiten. Folgende Kommandeure sind bekannt:
- Generalleutnant Helmuth von Pannwitz: 1. Kosaken-Division später auch 1. Kosaken-Kavallerie-Division
- Generalmajor Wilhelm von Henning: Freiwillige-Stamm-Division
- Generalmajor Bodo von Wartenberg: Freiwillige-Stamm-Division
- Sonderführer Othmar Rudolf Werva oder Vrba genannt „Doll“ (Sprachexperte für Deutsch, Tibetisch und Mongolisch; Führer der Kalmück-Einheiten): u. a. Kalmüken-Verband Dr. Doll
- SS-Obersturmbannführer Andreas Meyer-Mader: 1. Ostmuslimischen SS-Regiment
- SS-Standartenführer Harun el-Raschid Bey (der Deutsche Wilhelm Hintersatz, der während des Ersten Weltkriegs zum Islam konvertierte, als er im Generalstab des Osmanischen Reiches diente): Osttürkischer Waffenverband der SS
- Generalmajor Oskar von Niedermayer: 162. (Turkestan) Infanterie-Division
- Generalleutnant Ralph von Heygendorff: 162. (Turkestan) Infanterie-Division
- SS-Obersturmbannführer und Oberstleutnant der Schutzpolizei Hans Siegling: 30. Waffen-Grenadier-Division der SS (russische Nr. 2)

## Zentralasiatische, kaukasische und kosakische politische Führer (Auswahl)
- Kosaken-Ataman General Pjotr Krasnow
- Kosaken-Ataman General Andrei Schkuro

## Zentralasiatische, kaukasische und kosakische politische Organisationen
- inoffizielle Kosakenzentrale (Berlin), geleitet von Kosaken-Ataman General Pjotr Krasnow
- Nationales Karachai-Komitee